# عمر سليمان (مغني)

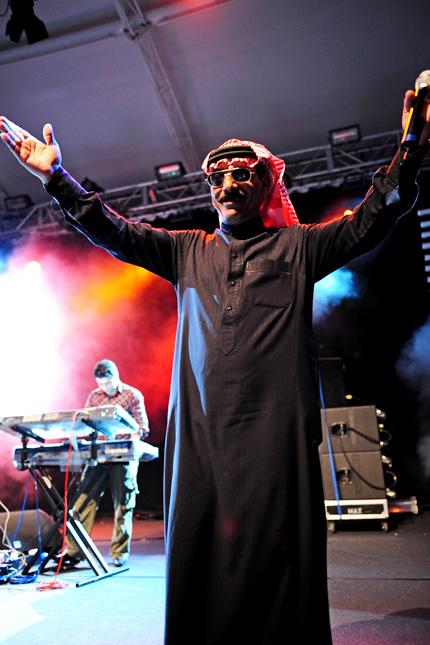
عمر سليمان في المهرجان الدولي للفنون في بيرث، أستراليا

عمر سليمان المولود في رأس العين، سوريا مطرب سوري شهير ينتمي إلى عشيرة الربيعي، كما صرّح بذلك بنفسه في لقاء مصوّر. يغني الأغاني السورية والعراقية باللغتين العربية والكردية أثناء المناسبات والأعراس. مشهور أيضا بمشاركاته في المهرجانات العالمية لـ موسيقى العالم وبتعاونه مع المغنين العالميين حيث سجل مع بيورك في ألبوم Biophilia ومع دايمون ألبارن من فريق غوريلاز وأصدرت Sublime Frequencies مجموعات لأعماله في عدة ألبومات ابتداء من عام 2006.
-عشاق عالنيه
-القبايل
-هاي الدنيا
-خطابه
-زفة نورا
-أسمر
-يمه شفتها
-نامي بحضيني

## الألبومات
- 2006: Highway to Hassake
- 2009: Dabke 2020
- 2010: Jazeera Nights
- 2011: Haflat Gharbia - The Western Concerts
- 2011: Leh Jani

## وصلات خارجية
- عمر سليمان على موقع IMDb (الإنجليزية)
- عمر سليمان على موقع ميوزك برينز (الإنجليزية)
- عمر سليمان على موقع أول ميوزيك (الإنجليزية)
- عمر سليمان على موقع ديسكوغز (الإنجليزية)

- Official Website
- Ribbon Music Wenu Wenu نسخة محفوظة 4 مارس 2016 على موقع واي باك مشين.
- Official Twitter account
- Official Facebook fan page
- Bidoun feature